# Ludwig Curtius
Ludwig Michael Curtius, född den 13 november 1874 i Augsburg, död den 10 april 1954 i Rom, var en tysk arkeolog.
Curtius blev docent i München (1907), professor i Erlangen (extra ordinarie 1908, ordinarie 1913), Freiburg (1918) och i Heidelberg (1920). Från 1928 var han direktör för tyska arkeologiska institutet i Rom. Bland hans skrifter märks Die antike Kunst (1914 ff.) och Das griechische Grabrelief (1920). Curtis var från 1925 medutgivare av Gnomon.